# Oberguineaschwelle
Die bis zu 2130 m hohe Oberguineaschwelle befindet sich als kontinentales Hochland in Westafrika. Sie ist nach der Region Oberguinea benannt und gehört zu den fünf großen afrikanischen Schwellen.

## Lage
Die langgestreckte Schwelle reicht von Westafrika (etwa vom Quellbereich des Nigers und von den Quellflüssen des Senegals in Guinea und auch aus Sierra Leone) in Richtung Osten über die westafrikanische Staaten Liberia, Mali, Elfenbeinküste, Burkina Faso, Ghana, Togo, Benin bis nach Nigeria.

## Geografie
Die Oberguineaschwelle ist die nordwestliche Fortsetzung der Niederguineaschwelle und die westliche Fortsetzung der Nordäquatorialschwelle. Zwischen diesen beiden angrenzenden Schwellen befindet sich allerdings noch das Hochland von Adamaua.
In Richtung Westen geht diese Großlandschaft über den Lauf des Senegals in die westafrikanischen Tiefländer um das Kap Verde über. Nach Norden schließt sich insbesondere im Mittelteil der Oberguineaschwelle die Massina am Niger und dessen Flusstal an und über die Savannenzonen und die Sahelzone geht das weitläufige Gelände in die Sahara-Wüste über. Im Osten schließt sich das Hochland von Adamaua an. Nach Süden fällt sie über Feuchtsavannen und teils sogar über tropische Regenwälder zum großen Golf von Guinea hin ab.

## Landesnatur
Die Oberguineaschwelle wird von der Savanne beherrscht, einige Teile des Südens – entlang der Atlantik-Küste – vom tropischen Regenwald. Während sich im Westen und Osten der Schwelle hochgebirgsartige Bergländer befinden, ist ihr Mittelteil – um den Volta-Stausee – deutlich niedriger gegliedert. Von den teils plateauartigen Höhen fließen zahlreiche kleine und große Bachläufe, Flüsse und Ströme meist in Richtung Süden, aber auch nach Westen und Nordwesten. Größter Fluss ist der Niger, der im Westen der Schwelle entspringt und sie erst nach Nordosten verlässt, um sie dann in einem Rechtsbogen in Richtung Südosten zu durchfließen und in den Atlantik zu münden.

## Berge, Flüsse, Länder & Orte
Von Westen nach Osten gesehen liegen diese Berge, Flüsse, Länder und Orte an und auf der Oberguineaschwelle.

### Berge
Zur langgestreckten Oberguineaschwelle gehören unter anderen diese Berge/Hochländer/Plateaus:
- Loma Mountains (2.130 m; ein Hochland in Sierra Leone)
- Jos-Plateau (2.010 m; ein Hochplateau in Nigeria)
- Mont Nimba (1.752 m; Berg im Hochland an Grenze von Guinea und Elfenbeinküste)
- Bergland von Fouta Djallon (1.537 m; ein Hochland in Guinea)

### Größte Flüsse
- Gambia
- Senegal
- Weißer Bandama
- Volta
- Niger

### Orte
Auf der langgestreckten Oberguineaschwelle liegen unter anderen diese Städte:
- Bobo-Dioulasso – Großstadt in Burkina Faso
- Kaduna – Großstadt in Nigeria
- Zaria – Großstadt in Nigeria
- Kano – Großstadt in Nigeria
- Jos – Großstadt in Nigeria